# Padrão do Salado
Le Padrão do Salado est une croix couverte située dans le centre historique de Guimarães, dans le district de Braga, au Portugal. Elle est formée d'une croix chrétienne recouverte d'une arche gothique de pierre.
Situé en face de l'église de Nossa Senhora da Oliveira, le Padrão do Salado est classé monument national depuis 1910.

## Histoire
Elle a été érigée au XIVe siècle à l'initiative d'Afonso IV du Portugal pour commémorer la victoire de la bataille de Salado en 1340. Le souverain portugais avait participé à cette bataille en soutien à son gendre Alphonse XI de Castille, l'aidant à se défendre contre une invasion musulmane.

## Source de traduction
- (pt) Cet article est partiellement ou en totalité issu de l’article de Wikipédia en portugais intitulé « Padrão do Salado » (voir la liste des auteurs).